# Manuel Sancho Aguilar
Manuel Sancho Aguilar (Castellote, 1874-Muniesa, 1936) fue un mercedario, novelista y libretista de zarzuela español.

## Biografía
Nació en 1874 en la localidad turolense de Castellote. Miembro de la Orden de la Merced, fue autor de títulos como Pascualico ó El Trovero de las Bochas (novela de costumbres aragonesas, Zaragoza, 1906), Cuentos y fantasías (Barcelona, 1910), Elecciones (zarzuela, 1912), La envidiosa (zarzuela, 1912), La manía literata (comedia, 1912), Las mentirosillas (comedia, 1912), Las muñecas (zarzuela, 1912) y Los reclutas (zarzuela, 1912). Fue asesinado en 1936 durante la guerra civil, en el municipio turolense de Muniesa.